# Arcadia (unità periferica)
L'Arcadia (in greco Αρκαδία?, Arkadía)  è una delle cinque unità periferiche del Peloponneso, una delle tredici periferie (in greco περιφέρειες?, perifereies - regione amministrativa) della Grecia. Il capoluogo è la città di Tripoli.

## Prefettura
L'Arcadia era una prefettura della Grecia, abolita a partire dal 1º gennaio 2011 a seguito dell'entrata in vigore della riforma amministrativa detta Programma Callicrate
Era la più vasta prefettura della Grecia sulla penisola peloponnesiaca; ne copre circa il 18% del territorio, sebbene un tempo la sua estensione raggiungesse il 20-25%.
La riforma amministrativa ha anche modificato la struttura dei comuni che ora si presenta come nella seguente tabella:
| Nuovo comune                    | Vecchio comune | Sede       |
| ------------------------------- | -------------- | ---------- |
| Gortyna                         | Dimitsana      | Dimitsana  |
| Gortyna                         | Vytina         | Dimitsana  |
| Gortyna                         | Iraia          | Dimitsana  |
| Gortyna                         | Kleitor        | Dimitsana  |
| Gortyna                         | Kontovazaina   | Dimitsana  |
| Gortyna                         | Lagkadia       | Dimitsana  |
| Gortyna                         | Trikolonoi     | Dimitsana  |
| Gortyna                         | Tropaia        | Dimitsana  |
| Megalopoli                      | Megalopoli     | Megalopoli |
| Megalopoli                      | Gortyna        | Megalopoli |
| Megalopoli                      | Falaisia       | Megalopoli |
| Nord Kynouria (Voreia Kynouria) | Nord Kynouria  | Astros     |
| Notia Kynouria                  | Leonidio       | Leonidio   |
| Notia Kynouria                  | Kosmas         | Leonidio   |
| Notia Kynouria                  | Tyros          | Leonidio   |
| Tripoli                         | Tripoli        | Tripoli    |
| Tripoli                         | Valtetsi       | Tripoli    |
| Tripoli                         | Korythio       | Tripoli    |
| Tripoli                         | Levidi         | Tripoli    |
| Tripoli                         | Mantineia      | Tripoli    |
| Tripoli                         | Skyritida      | Tripoli    |
| Tripoli                         | Tegea          | Tripoli    |
| Tripoli                         | Falanthos      | Tripoli    |

## Precedente suddivisione amministrativa
Dal 1997, con l'attuazione della riforma Kapodistrias, la prefettura dell'Arcadia era suddivisa in 22 comuni e 1 comunità
| comuni        | codice YPES | capoluogo (se diverso) | codice postale | prefisso tel. |
| ------------- | ----------- | ---------------------- | -------------- | ------------- |
| Apollonas     | 0501        | Tyros                  | 22029          |               |
| Dimitsana     | 0506        |                        | 22007          |               |
| Falanthos     | 0506        | Davia                  | 22100          |               |
| Falaisia      | 0522        | Leontari               | 22021          |               |
| Gortyna       | 0505        | Karytaina              | 22022          |               |
| Iraia         | 0507        | Paloumba               | 22028          |               |
| Kleitor       | 0507        | Mygdalia               | 22028          |               |
| Kontovazaina  | 0509        |                        | 22015          |               |
| Korythio      | 0510        | Steno                  | 22100          |               |
| Lagkadia      | 0512        |                        | 22003          |               |
| Leonidio      | 0514        |                        | 22300          |               |
| Levidi        | 0513        |                        | 22002          |               |
| Mantinea      | 0515        | Nestani                | 22005          |               |
| Megalopoli    | 0516        |                        | 22200          |               |
| Nord Kynouria | 0503        | Astros                 | 22001          |               |
| Skyritida     | 0517        | Vlachokerasia          | 22016          |               |
| Tegea         | 0518        | Stadio                 | 22012          |               |
| Tyros         | 0518        | Tyros                  | 22570          |               |
| Trikolonoi    | 0519        | Stemnitsa              | 22024          |               |
| Tripoli       | 0520        |                        | 22100          |               |
| Tropaia       | 0521        |                        | 22008          |               |
| Valtetsi      | 0502        |                        | 22027          |               |
| Vytina        | 0504        |                        | 22010          |               |
| comunità      | codice YPES | capoluogo (se diverso) | codice postale | prefisso tel. |
| Kosmas        | 0511        |                        | 22058          |               |